# Jim Branagan
Jim Branagan (sinh ngày 3 tháng 7 năm 1955 ở Urmston, Lancashire) là một cầu thủ bóng đá người Anh thi đấu ở Football League ở vị trí hậu vệ cho Oldham Athletic, Huddersfield Town, Blackburn Rovers, Preston North End và York City, và cũng ở Nam Phi cho Cape Town City.